# Глазюков, Сергей Александрович
Серге́й Алекса́ндрович Глазюко́в (23 сентября 1986) — российский футболист, нападающий.

## Карьера
Воспитанник школы петербургского «Динамо».
Выступал за российские футбольные клубы «Нара-Десна», «Петротрест», «Динамо» (Вологда), «Ротор», «Носта», «Динамо» (Ставрополь), а также за казахстанский «Окжетпес» и белорусский «Витебск».
После завершения карьеры игрока в профессиональном футболе играл за любительские футбольные и пляжные команды Санкт-Петербурга.